# Selma Vilhunen
Selma Vilhunen é uma cineasta finlandesa. Como reconhecimento, foi nomeada ao Oscar 2014 na categoria de Melhor Curta-metragem por Pitääkö mun kaikki hoitaa?.